# 用心棒日月抄の登場人物
用心棒日月抄の登場人物（ようじんぼうじつげつしょうのとうじょうじんぶつ）は、藤沢周平著の時代小説「用心棒日月抄」およびその続編「孤剣」、「刺客」、「凶刃」の登場人物について解説する。
ただし、用心棒の仕事の依頼者や襲撃者、藩士など、その章限りの登場で、特に物語全体の流れに重要な役割を演じていない人物については、解説を割愛した。
なお、本稿では、「用心棒日月抄」を第1巻、「孤剣」を第2巻、「刺客」を第3巻、「凶刃」を第4巻と記述する。

## 第1～第3巻の登場人物
青江又八郎（あおえ またはちろう）
本作の主人公。
【第1巻】
26歳（物語開始時の元禄14年）。国元で馬廻り役を務めていたが、前の年の暮れに、家老の大富丹後が藩主壱岐守を毒殺しようとする企てを偶然耳にする。許婚の父、平沼喜左衛門に相談したところ、突然斬りかかられ、反射的に喜左衛門を斬ってしまう。そして、そのまま出奔し、江戸に隠れ住んでいる。
国元の梶派一刀流 道場で師範代を務めた剣客で、江戸でも相模屋を通じて用心棒稼業で食いつないでいる。また、時折国元から刺客が送られてくるが、ことごとく返り討ちにしてきた。
請け負う仕事は、なぜか赤穂浪士が絡むものが多い。彼らが本懐を遂げたときは、胸を熱くして凱旋の行列を見送った。
赤穂浪人の討ち入り後、大富に対抗する中老の間宮に呼ばれ、密かに帰国した。そして、大富を上意討ち にする。
【第2巻】
28歳。大富断罪から2ヶ月後、間宮中老に呼び出される。そして、大富静馬が、前藩主毒殺に絡む陰謀の証拠書類（大富丹後の日記、一味からの手紙、そして連判状）を持って姿を消したこと、それを公儀隠密が狙っているらしいこと、前藩主の異母兄であり、藩政の黒幕と呼ばれた寿庵保方が連判状の筆頭に名を連ねているらしいことを聞かされた。密かに脱藩し、静馬から証拠書類を取り戻すよう間宮から命じられた又八郎は、再び江戸に戻った。
前回同様、用心棒稼業で糊口をしのぎながら、静馬の行方を追う。藩が抱える密偵組織、嗅足（かぎあし） 組の頭の娘、佐知の協力によって、手紙や日記を取り戻していく。又八郎を静馬の仲間だと誤解した公儀隠密に捕らえられて、拷問を受けるなどの苦労を重ね、脱藩して約1年後に、ついに静馬を討ち果たした。そして、連判状を手に入れると、帰国の途についた。
【第3巻】
29歳。大富静馬を討ち果たして帰国して後、特に加増もなく元の馬廻り役100石に戻されただけであった。
その半年後、道で斬り合いに遭遇し、藩士とおぼしき男が殺されたのを見届ける。ところが、役人を呼びに行っている間に、その死体が消えてしまった。その後、谷口権七郎に呼び出され、寿庵保方が嗅足組を壊滅させ、自分に忠実な密偵組織を作ろうとしており、死体が消えた事件もその一環であることを聞かされて、藩内の騒動が終わっていないことを悟らされる。谷口から、寿庵が放った5人の刺客から、江戸嗅足組の面々を守るよう密命を受けた又八郎は、またも脱藩して江戸に向かう。
間宮中老と違い、谷口は十分な支度金を用意してくれたが、江戸に到着してすぐに細谷の妻に見舞金を渡した上、残金すべてを泥棒に持って行かれたため、用心棒稼業に復帰せざるを得なくなる。しかし、仕事の合間に佐知ら江戸嗅足組と協力しながら刺客たちを追い詰め、死闘の末に次々と斃していく。そして、最後にして最大の強敵である筒井杏平を討ち果たすと、国元に戻っていった。
谷口と共に間宮に事の次第を説明した後、牧与之助、渋谷甚之丞と共に寿庵一党に対する討手に選ばれた。寿庵が現藩主を毒殺しようとしたことが明らかになったとき、手はず通り寿庵を斬り捨てた。
第1巻でも第2巻でも、藩のために命がけで働いたにもかかわらず、いっさい褒賞が与えられてこなかったが、今回は功績が認められ、20石の加増となる。

### 相模屋
相模屋吉蔵（さがみや きちぞう）
【第1～3巻】
又八郎が仕事を紹介してもらっている口入れ屋で、神田橋本町に店を構える。50歳くらい。色黒の丸顔で、狸に似ている。無愛想だが、案外親切なたち。しかし、時折怪しい危険な仕事をさりげなく回してくることがあるため、油断がならない。しがない口入れ屋にしか見えないが、大老格の柳沢出羽守や老中の小笠原佐渡守ら幕府要人からの仕事を請け負うことがある。
細谷源太夫（ほそや げんだゆう）
【第1巻】
又八郎の用心棒仲間。30代半ば。髭面で、雲を突くほどの巨漢。5人の子持ち（又八郎と知り合った年の秋には6人目が誕生した）。
又八郎には及ばないものの剣はかなり遣う。人はいいが、がさつで、酒や女にもだらしない面がある。
4年前に美作国津山藩の森家に仕えていたが、藩がつぶれたために浪人になったと、本人は語っている。
【第2巻】
相変わらず用心棒稼業を続けている。年のせいか、骨惜しみをするようになったと又八郎は感じる。米坂が名誉を回復して帰参する際は、それを祝福しながらも、帰参する先のない我が身を思い、うらやましくないと強がりを言った。又八郎は、帰国する前、国元で細谷の仕事を見つけると約束した。
【第3巻】
又八郎が、先の約束に従って水門番の仕事を紹介したが、これを断ってしまう。後に江戸で再会した際、その理由は妻が過労で倒れ、気が滅入ったためだと語った。
7000石の大身旗本、近藤備前守の家に臨時の中間として雇われた折、主人の駕籠が往来の喧嘩騒ぎに巻き込まれ、家士2名が浪人者に斬られて怪我を負う事件が起こった。その際、細谷が浪人や喧嘩相手の男たちを易々と叩きのめしたため、主の信頼を勝ち取り、正式な家士として30石で取り立てられることになった。
塚原左内（つかはら さない）
【第1巻】
40歳過ぎの浪人。相模屋に来て最初の仕事で又八郎と組んだ。敵が襲撃してきた際は刀も抜けず、剣の腕はさっぱりだと思われた。しかし、たびたび見せる行動に不審を感じた又八郎が素性を洗ってみると、身元引請け証文を偽造して相模屋に潜り込んだことが判明する。正体は、赤穂浪士を支援していた備前屋の女将おちせを襲撃した組織の一味であった。実際にはかなりの剣の遣い手だったが、又八郎によって斃される。
米坂八内（よねさか やない）
【第2巻】
小柄でそら豆のような細長い顔を持つ、40歳近い浪人。又八郎の帰国後まもなく相模屋を通じて働くようになった。あごの横に毛が数本はえたほくろがあるため貧相に見えるが、又八郎もほれぼれするような剣の遣い手であり、又八郎、細谷と共に、相模屋お抱え用心棒の金看板を担う。
妻が労咳を患っており、看病のために徹夜仕事は受けられなかったが、妻の病状が快方に向かうにつれ、夜を徹しての仕事も請け負うようになった。それで分かったことだが、細谷以上に大きないびきをかき、同じ部屋で寝ることになった又八郎は眠ることができなかった。
元は丹波国園部藩で小納戸役を勤めていた。先に不行跡で領外追放となった同僚の田村が公金を横領していたが、これを米坂の仕業と疑われて浪人となった。江戸に潜伏していた田村を、又八郎や細谷の協力で捕まえると、名誉と旧禄を回復されて、妻と共に国元に戻っていった。
おいね
【第1巻】
吉蔵の一人娘。又八郎が相模屋を訪問したときにお茶を出してくれることがあるが、無口。母親は早くに亡くしている。
【第3巻】
相変わらず無口だが、顔が吉蔵ではなく死んだ母親に似ているらしく、笑顔がかわいい。そろそろ婿を迎える年頃だと又八郎が発言しているが、どうやら吉蔵はまだ早いと思っているらしい。
細谷の妻
【第1巻】
20代半ばの気性明朗な美女。15歳で嫁に来て以来、6人の子を産んだ。
【第3巻】
これまで、不安定な細谷の稼ぎの中で、内職に精を出し、家計を切り盛りし、子育てに奮闘し、骨惜しみの癖が出てきた細谷の尻を叩いてきたが、又八郎が細谷に水門番の仕事を紹介した頃、ついに過労で倒れてしまった。江戸に戻った又八郎は、谷口にもらった支度金の中から、見舞いとして5両を贈った。

### 家族
由亀（ゆき）
【第1巻】
又八郎の許婚。18歳。又八郎が父を斬ったところを目撃してしまう。又八郎は、由亀が敵討ちに現れたら討たれてやるつもりだったが、多くの縁談を断り、又八郎の祖母の求めに応じて青江家に住み込んで、又八郎の帰りを待っていた。又八郎は、彼女の父を殺した自分が結婚することはできないと言ったが、由亀は帰る家もなく、父親も又八郎を頼れと言い遺し、さらに又八郎を待っている間に20歳になってしまったと訴えた。それを聞かされた又八郎は、建前論を捨てて彼女と結ばれた。
【第2巻】
又八郎が再び脱藩することを告げると、静かに了解したが、その前に祝言を挙げて欲しいと願う。そこで、又八郎は、脱藩前日、取り急ぎ隣家の杉村作内夫妻に仲人役を願い、盃事を行った。
【第3巻】
又八郎が前回の帰国後に懐妊し、又八郎が3度目の脱藩をした頃には妊娠3ヶ月を迎えた。又八郎が江戸にいる間に娘、巴留（はる）を出産した。
又八郎の脱藩のため、禄米が停止されたため、屋敷の庭で野菜を育て始めた。また同様の事態が起こるかもしれないと思ったのか、それは又八郎の帰国と旧禄復帰後も続けている。
平沼喜左衛門（ひらぬま きざえもん）
【第1巻】
由亀の父。早くに妻を亡くし、男手一つで由亀を育ててきた。藩では徒目付を勤める。大富派に属しており、藩主毒殺の陰謀について又八郎が相談に来たとき、いきなり彼に斬り付け、逆に斬られてしまった。息を引き取る前、又八郎が秘密を知ったことを仲間に伝えた一方で、由亀には又八郎を頼れと言い遺した。
又八郎の祖母
【第1巻】
又八郎の唯一の肉親。又八郎が脱藩したため、藩から屋敷を出るようにたびたび命ぜられたが、頑として立ち退こうとしなかった。始めは女中のなみと二人で暮らしていたが、次第に蓄えがなくなって、ついになみに暇を出した。それで心細くなり、由亀を呼んで共に暮らすようになった。
【第2巻】
前回、又八郎が脱藩した折の心労がたたったのか、時々寝込むようになった。
【第3巻】
今回も、脱藩後の家を由亀と共に守った。由亀が又八郎の娘を出産すると、巴留と名付けた。

### 大富派
大富丹後（おおとみ たんご）
【第1巻】
又八郎が仕える藩の筆頭家老。藩主壱岐守を、侍医の島村宗順を用いて毒殺し、後継に母親が自分の血筋である三之助を据えようと画策した。そして、もっと毒の量を増やすよう島村に命じているところを又八郎に聞かれてしまう。そこで、何度も刺客を江戸に送り込んで、又八郎の口を封じようとした。
帰国した又八郎の証言と島村の自白によって悪事が露見し、切腹を命ぜられたが、承服しなかったため上意討ちとなった。
大富静馬（おおとみ しずま）
【第1巻】
大富丹後の甥。江戸で東軍流を修行した後、諸国を放浪して行方が分からなくなっていた。又八郎や間宮中老を暗殺するため、丹後が呼び寄せたが、本人は丹後に無駄なことはやめろと語った。
又八郎が佐知と戦った直後に襲ってきたが、ただ腕を試してみただけだと言って、すぐに手を引いた。大富丹後が上意討ちされた後にも又八郎に挑んできたが、この時もやる気を失って手を引いた。
【第2巻】
大富丹後ら一党が前藩主を毒殺した証拠となる書類を持ち、江戸に向かう。そして、大富派や公儀に書類をちらつかせながら金を引き出そうとした。江戸嗅足組の助力を得た又八郎にたびたび襲撃され、手紙や日記は奪われてしまうが、そのたびに逃げおおせる。
しかし、最後の決戦の時、直前に死闘を演じた瀬尾弥次兵衛に頭か顔を傷つけられ、その血が右目をふさいでしまう。そして、その隙を突いた又八郎に斃され、最後に残った連判状も取り戻された。
寿庵保方（じゅあん やすかた）
【第2巻】
毒殺された前藩主の異母兄で、53歳。若い頃は志摩守保方と呼ばれた。父である先々代藩主が亡くなったとき、母親の身分が低かったために家督を継げず、赤谷村に屋敷をもらって隠棲した。そのため、赤谷さまとも呼ばれる。しかし、無類の政治好きで、事あるごとに背後から藩政を動かし、久しく藩政の黒幕と呼ばれてきた。
大富派の連判状の筆頭に名が記されていた。
【第3巻】
56歳。連判状の筆頭に名を記していたことについて、間宮中老に釘を刺されたものの、特に処分を受けることもなかった。しかし、嗅足組を壊滅させて自分に忠実な密偵組織を作り上げることを画策し、江戸嗅足組に対する5人の刺客と、新しい密偵たちを送り込んだ。
佐知が谷口権七郎に聞いたところによれば、寿庵は異母弟である前藩主よりはるかに能力があり、幕府からの評価も高かったが、母親が死罪人の娘だったことと、本人に人を苛む悪癖があったために、父である先々代の藩主や執政は跡継ぎ候補から彼を除外したらしい。そのため、自身が藩主の座に就くことに拘泥してしまった。
江戸の縁の場所に多額の資金を蓄えており、それを手元に取り寄せたことが、江戸嗅足組の探索で明らかになった。その総額は1万両に上る。それを軍資金として用いて政変を起こし、藩主の座を強引に手に入れようとするつもりである。
江戸嗅足組の殲滅が失敗に終わると、鷹狩りで藩主毒殺を企てた。それを間宮に看破されると、討手として控えていた又八郎に斬られた。
田代（たしろ）
【第2巻】
江戸家老。江戸大富派を牛耳っている。密かに大富静馬と接触し、彼が持ち出した秘密書類を買い取ろうと画策した。しかし、その態度があまりに露骨だったために、かえって静馬に敬遠されてしまう。
【第3巻】
静馬が斃されて秘密書類がすべて間宮派に渡ると、国元に忠誠を誓った。そこで間宮は彼を処分せずに赦したが、未だに寿庵保方とつながっており、5人の刺客たちを援助した。
奥村忠三郎（おくむら ちゅうざぶろう）
【第2巻】
江戸屋敷で御小姓頭を務める。国元にいたときには、大富家老の懐刀と呼ばれた。大富静馬の情婦の家をたびたび訪れ、密かに静馬と接触を図ろうとした。
瀬尾弥次兵衛（せお やじべえ）
【第2巻】
直心流を遣う剣客。間もなく40歳に手が届く年齢。約10年前に江戸詰に変わるまで、国元で無敵の強さを誇り、又八郎も子どもの頃から憧れていた。
奥村忠左衛門と共に大富静馬の情婦の家をたびたび訪れた。それは、静馬が素直に連判状を売り渡そうとしない場合、殺害して奪い取るためである。
公儀隠密が静馬を狙っているのに手を焼き、さらに幕府老中稲葉丹後守が静馬に接触していることを知った又八郎は、奥村に内緒で瀬尾に共闘を持ちかけ、瀬尾もこれを了承した。そして、ついに対決の時、公儀隠密を排除した後、瀬尾は静馬と死闘を演じる。自身は斬られて命を落としてしまうが、その直前、静馬の頭か額を傷をつける。その血が静馬の目に入ったおかげで隙ができ、次に戦った又八郎が静馬に勝利することができた。
筒井杏平（つつい きょうへい）
【第2巻】
貫心流寺井道場で、師をしのぐとまで噂される逸材。又八郎が大富静馬の剣に拮抗する人物として名を挙げたが、大富派に属するとの噂があるため、討手に選ばれなかった。
【第3巻】
普段は勘定組に勤める温厚な男だが、遣う剣は激しく精妙なことで知られる。寿庵保方が江戸嗅足組を殲滅するために送り込んだ5人の刺客の1人に選ばれた。
次々と仲間4人が斃され、又八郎に果たし合いを申し込んできた。果たし合いの日、又八郎は右肩を斬られたが、かろうじて筒井を斃した。
江戸嗅足組への刺客たち
筒井杏平以外の4人の刺客は以下の通り。
土橋甚助（どばし じんすけ）。又八郎が拉致された陰足組のはるを救出した後に戦って斃した。30代半ば。国元ではいわゆる厄介叔父。下段から擦り上げの反撃に、神速とすさまじい破壊力を秘める直心流野地道場の高弟。
中田伝十郎（なかた でんじゅうろう）。又八郎が2人目に戦って斃した大柄な刺客。勝負の勢いを重くみる丹石流星川道場の出身。
杉野清五郎（すぎの せいごろう）。背が低い30代の男で、国元では厄介叔父。林崎夢想流の居合いの遣い手。かつて、又八郎と実力が拮抗する渋谷甚之丞を試合で一蹴したことがある。佐知を襲って怪我をさせた。その後、佐知を助けて看病してくれている結城屋を突き止め、監視していたところを又八郎と出くわす。死闘の末、又八郎に斬られたが、又八郎もまた脚に怪我を負わされてしまう。
成瀬助作（なるせ すけさく）。30半ば過ぎで、国元では普請組で35石を拝領していた。城下で最も古い鐘捲流多田道場の高弟であり、20歳を過ぎた頃に江戸詰となって忠也派一刀流を修行した。彼もまた又八郎に斃される。

### 間宮派
間宮作左衛門（まみや さくざえもん）
【第1巻】
中老。43歳（又八郎が帰国した年）。大富丹後と対立している。帰国した又八郎の証言によって、大富派を圧倒し、ついに大富を上意討ちで討ち果たした。
【第2巻】
密かに又八郎を呼び出し、大富静馬から前藩主毒殺に絡む陰謀の証拠となる書類を奪い返すよう密命を与えた。ただし、資金は江戸までの路銀程度しか与えず、金に困ったときには頼るよう名を挙げた江戸屋敷の長瀬や土屋も、藩と又八郎のつながりが敵に露見することを恐れてか、次々と国元に呼び寄せてしまった。
【第3巻】
未だに中老職に留まっているが、藩執政の中心人物として権力を振るっており、間もなく家老職に昇るだろうと言われている。しかし、前回の又八郎の功績に対して何ら報いることをせず、ただ旧禄に戻しただけに止めたため、又八郎はますます吝嗇家との印象を強めている。
大富派に対してはおおむね寛容な処分に止め、特に連判状の筆頭に名を連ねていた寿庵保方については、単なる名前だけの筆頭者だと高をくくって、面会して釘を刺しただけだった。そのため、後に江戸嗅足組への刺客を討ち果たした又八郎や、谷口権七郎の報告を聞いて愕然とすることになる。
寿庵が藩主をお忍びの鷹狩りに誘った際、貝の吸い物の中に毒が入っていることを看破した。ただ、又八郎が後にどうして吸い物の中に毒が入っていると分かったのかと尋ねると、ただの勘だと答えた。
鷹狩り騒動の後、寿庵派に対して厳しい処分を断行すると共に、自身は筆頭家老の地位に就いた。そして、又八郎にも20石を加増した。
土屋清之進（つちや せいのしん）
【第1巻】
又八郎と同じ藩に仕える武士で、江戸詰になったばかり。剣術は下手で、かなりの酒好き。又八郎の脱藩のことは知っていたが、平沼喜左衛門が彼に斬られたことは知らなかった。元禄14年の秋に藩主が死んだことと、由亀が縁談をすべて断って又八郎を待っていることを教えてくれた。
又八郎が吉良家の用心棒に入っていたとき、由亀からの手紙を届けるとともに、間宮中老が又八郎の帰国を望んでいることを伝えた。俳諧好きで、句会で出会った赤穂浪士から、2日後に討ち入りがあることを又八郎に伝えるよう伝言された。
【第2巻】
江戸屋敷ではお納戸役を務めた。間宮中老は、暮らしの金に困ったら、土屋か小姓頭の長瀬権六を頼るよう又八郎に語ったが、2人とも又八郎と入れ替えに帰国していた。おかげで、又八郎は、自分で金を稼ぎながら探索もするという、厳しい状況に置かれてしまう。
後日、一時的に江戸に戻ってきて、早く密命を果たすようにという間宮の言葉を又八郎に伝えてきたが、その時も間宮からの軍資金を預かってはいなかった。
野島忠兵衛（のじま ちゅうべえ）
【第2巻】
大富丹後に変わって筆頭家老になった。間宮、山崎と共に藩政を動かしている。又八郎の脱藩の真意を了解している数少ない人物の一人。
【第3巻】
谷口権七郎の調査により、寿庵保方から金が流れ、間宮を裏切って寿庵側についたことが明らかになる。鷹狩り騒動の後、責任を問われて筆頭家老職から退けられた。
山崎嘉門（やまざき かもん）
【第2巻】
間宮中老を助ける組頭で、40歳を過ぎたばかり。かつては名郡代と呼ばれた明晰な人物。又八郎の脱藩の真意を知っている。しかし、寿庵保方の策略により、郡代時代の些細な失敗の責めを負わされ、隠居に追い込まれた。

### 嗅足組
佐知（さち）
【第1巻】
帰国途上の又八郎を襲撃した刺客で、恐るべき短刀術を遣う20歳過ぎの女。転んだ拍子に、自分の短刀で太ももを深く傷つけ、又八郎に治療されて命を救われた。
【第2巻】
江戸で又八郎と再会し、彼が受けた密命の手助けをしてくれることになった。国元の藩が抱えている密偵組織、嗅足組頭取の娘であり、江戸屋敷で下働きの女中として働きながら、密かに江戸嗅足組を統率している。
一度結婚したが不縁となったと又八郎に語った。そして、彼が帰国する直前、間もなく組の者と再婚すると言った。
探索を通じて、又八郎と次第に心を通わせていくようになるが、お互いに情に流されぬよう自制していた。しかし、又八郎が帰国する前夜、初めて肌を合わせた。
【第3巻】
又八郎から刺客のことを聞き、探索を開始した。
刺客の1人である杉野清五郎に斬られて深手を負ったが、偶然通りかかった結城屋に助けられる。知らせを受けた又八郎の看病を受けているうち、自然と同じ床で眠るようになった。
最後の刺客である筒井杏平を斃した翌日、間もなく帰国する又八郎と肌を合わせた佐知は、前回話した再婚話はなしになったことを告げ、自分を江戸の妻にして欲しいと願った。
一連の騒動が一段落した後、谷口を通じて、自分で縫った小袖を又八郎に贈ってきた。
佐知の配下
とよ。第2巻で、佐知が大富静馬に捕らわれたことを又八郎に知らせに来て、共に救出に行った。40歳前後。
はる。手裏剣の名手である若い女。普段は、藩主夫人に小間使いとして仕えている。第3巻では刺客に捕らえられ、激しい拷問のために廃人 同様となった。その後徐々に回復していったが、筒井杏平との最終決戦にはついに間に合わなかった。
第3巻で、佐知は、5名が国元に帰って、残っているのは佐知を含めて女9名、男2名であると又八郎に語った。そのうち、江戸嗅足組を狙う刺客たちによって、おすえという中年の下働きをしている女、他に2名の女たちが犠牲となった。また、おみのという女が門前で斬られて怪我をしている。他に、磯という40歳近い田舎から来た手伝い女然とした女、さらに花江、ます、美代という名の女密偵の名、小田孫助という勘定部屋に勤める男密偵の名が挙げられている。
谷口権七郎（たにぐち ごんしちろう）
【第2巻】
名家老と呼ばれた が、数年前に病弱を理由に藩政から退き、その後は大富派にも間宮派にも属せず、悠々自適していた。寿庵保方が彼を仲間に引き入れ、家老職に復帰させようと画策したが、本人の意志なのか間宮中老の工作によるのか、そのもくろみはついに実現しなかった。
【第3巻】
先の事件が解決して半年後、又八郎を呼び出し、自分が嗅足組の頭取 であることを告白した。すなわち、佐知の父親だが、佐知は妾腹だと言った。そして、寿庵保方が、自分に忠実な新たな密偵組織を作るため、嗅足組を壊滅させようともくろんでいること、また江戸嗅足組の面々を抹殺するために、5人の刺客を送り込んだことを告げた。そして、密かに脱藩して刺客から江戸嗅足組を守るよう密命を下す。
働いて糧を得ながら探索する苦労を知らない間宮中老と異なり、江戸に向かう又八郎に30両の支度金を持たせてくれた。
又八郎が密命を果たして帰国すると、間宮を呼んで寿庵保方の陰謀を明らかにした。寿庵が藩主の毒殺に失敗して討たれると、間宮を筆頭家老に強く推薦した。また、又八郎には個人的に30両を褒美として与えた。
平田麟白（ひらた りんぱく）
【第2巻】
又八郎が公儀隠密に拷問を受け、足に重傷を負った際、佐知が連れて行った町医者。浜町河岸の若松町にある。佐知が、まるで自宅のように気を遣わずに出入りできる家である。
【第3巻】
刺客たちに江戸嗅足組とのつながりを突き止められ、襲撃を受けたため、一家を挙げて別の場所に避難した。

### その他の藩士
牧与之助（まき よのすけ）
【第1巻】
馬廻り組。大富家老が切腹処分を受け入れなかった場合、上意討ちするための討手に選ばれた。処分に抵抗した大富の肩口に重傷を負わせた。
【第2巻】
戸田流の名手であり、又八郎は大富静馬の剣に拮抗する人物として名を挙げたが、病弱 のため長旅に耐えられないという理由で、討手に選ばれなかった。
【第3巻】
間宮中老が何者かに襲撃される事件が起こったため、その正体が寿庵保方の手の者だと見抜いた谷口権七郎の勧めにより、間宮の警護役となった。
寿庵が藩主毒殺を狙った鷹狩りの際は、寿庵一党の中で最も腕の立つ保科陣十郎に立ち向かい、これを討ち果たした。
渋谷甚之丞（しぶや じんのじょう）
【第1巻】
小姓組。又八郎と同じく、上意討ちの控えとなった。
【第3巻】
又八郎とは同門（梶派一刀流）で、試合をすればいい勝負になる実力者。小手斬りの名人。
寿庵が藩主毒殺を狙った鷹狩りの際は、部屋の外を固める役割を担った。

### 藩主家
壱岐守（いきのかみ）
【第1巻】
藩主。大富丹後の陰謀によって少しずつ毒を盛られ、やがて死亡した。間宮中老によれば、藩の財政が逼迫しているにもかかわらず贅沢を好んだという。
三之助（さんのすけ）/壱岐守
【第1巻】
前藩主の子。大富丹後の推薦で跡継ぎとなり、父の死に伴って新藩主となった。母親である満寿が大富の血筋。
【第3巻】
寿庵保方にお忍びの鷹狩りに誘われ、危うく毒殺されかける。

### 江戸の人々
六兵衛（ろくべえ）
又八郎が住む長屋、鳥越の寿松院裏にある嘉右衛門店の大家。第1巻で、又八郎に相模屋を紹介した。第2、第3巻でも、又八郎を同じ長屋に住まわせた。
嘉右衛門店の住民
源七（げんしち）。まかしょ。
弥五兵衛（やごべえ）。手間取りの左官。
おさき。夜鷹。第1巻で、たまたま吉良方の浪人の話を耳にしてしまったため、口封じに殺されてしまった。第2巻では、又八郎は彼女が生前住んでいた部屋に住むことになった。
徳蔵（とくぞう）。又八郎の隣の部屋に住む日雇い。彼の女房には、風邪を引いたときに看病してもらったり、食材を借りたり、手紙を預かってもらったりと、又八郎は何かと世話になっている。
朝太（あさた）。大工。酒に弱い。
常念坊（じょうねんぼう）祈祷師。第3巻で長屋に2人組の泥棒が入った際、大騒ぎをしたため、腹を蹴られてしばらく寝込んでしまった。
おちせ
【第1巻】
日比谷町にある呉服問屋「備前屋」内儀。24、5歳。倍ほどの年齢差がある夫、徳兵衛が、3ヶ月前から病気で寝込んでいるため、代わりに店を切り盛りしている。商談の帰り道にならず者に襲われたということで、又八郎と塚原左内が用心棒として外出時の警護をすることになった。
6年前まで茶屋で女郎をしていた。当時、益蔵という地回りの恋人がいたが、彼が喧嘩で島送りになって後、徳兵衛が落籍して後添いの妻に迎えた。二の腕には「ますぞう命」と書かれた入れ墨が彫ってある。
当初、又八郎は、おちせを襲ったならず者は、娑婆に戻ってきた益蔵の指示を受けた連中だと考えていた。しかし、実は備前屋は赤穂浪士を経済的に支援しており、それを快く思わない勢力がおちせを襲ったのだと分かる。そして、塚原もその一味であった。又八郎は、本性を現した塚原を斃し、安心したところに思いがけず襲ってきた益蔵も刺殺して、おちせ警護の任を終えた。
おりん
【第1巻】
小唄の師匠のなりをして、赤穂浪士の拠点である長江道場を探っていた密偵の女。代稽古を請け負っていた又八郎にも近づき、酒をおごって出入りする人物についての情報を引き出そうとした。
その後、医者の後をつけているところを又八郎に見られると、彼を自宅に誘って、赤穂浪士たちの動きについて明かした。吉良家や上杉家の手先だということは否定したため、又八郎は幕閣につながる人物の命で動いていると考える。そして、その日、又八郎は彼女と一夜を共にした。
平間村に大石内蔵助が滞在しているとき、襲撃してきた一党に参加していて、足を怪我して逃げられないでいるところを、又八郎が助けた。怪我が癒えた後、任務が変わって上方に引っ越していった。
久米新三郎（くめ しんざぶろう）
【第2巻】
旗本の次男で、大富静馬とは道場の相弟子の関係。連判状を持って逃走している静馬を屋敷にかくまった。又八郎や瀬尾が襲撃した際は、静馬ではなく新三郎が連判状を懐に隠し持っていたが、佐知に見破られ、当て身を食らって取り上げられた。

### 赤穂浪士
いずれも第1巻に登場。
大石内蔵助（おおいし くらのすけ）
いわゆる四十七士の首魁。
本作では、藩主浅野内匠頭の城中刃傷の原因が、彼の異常な潔癖と短気によるものだと見抜き、過去の判例に照らしても幕府の裁定は正当だと認めている。しかし、このままでは内匠頭や家臣たちが物笑いになると恐れて、浅野家再興の道が閉ざされた後、生き証人である吉良上野介を抹殺することを決意した。
討ち入り決定前の放蕩については、本作では、偽装ではなく本当の遊びだったとされている。
討ち入り直前、垣見五郎兵衛（かけひ ごろべえ）という偽名で平間村に滞在した際、用心棒として雇われた又八郎と対面した。
史実はこちらのページ。
堀部安兵衛（ほりべ やすべえ）
長江長左衛門という偽名を使い、道場主に身をやつしていた。相模屋を通じ、又八郎に一時的な代稽古を依頼してきた。その道場の母屋には、武士や町人など雑多な人々が出入りしていたが、又八郎はそこが赤穂浪士一党の巣窟であることに気づく。
史実はこちらのページ。
吉田忠左衛門（よしだ ちゅうざえもん）
又八郎が備前屋の女房おちせの警護をした際、寺でおちせと話をしていた人物。その話を盗み聞きした又八郎は、備前屋が赤穂浪士の支援をしていることを知る。後に、長江長左衛門の家に現れたことで、又八郎は長江道場が一党の拠点であると気づき、平間村にも現れたことで、警護対象の垣見五郎兵衛が大石内蔵助だと分かった。
密偵おりんの話では、田口一真という偽名を使い、新麹町で兵学者をしている。
史実はこちらのページ。
神崎与五郎（かんざき よごろう）
父である半右衛門が、細谷と共に津山藩森家に仕えていた。津山藩がつぶれて半右衛門は浪人となったが、与五郎は赤穂藩に仕官した。美作屋善兵衛という偽名を使い、吉良家のすぐそばの相生町に、木綿物を扱う「米屋」という名の商店を開いている。
長江道場に頻繁に出入りしている。そして、道場を探っていた密偵、朝次を暗殺したが、又八郎はその場面を密かに目撃した。
史実はこちらのページ。
茅野和助（かやの わすけ）
神崎与五郎と同様、津山藩を離れた後、赤穂藩に仕官した。
史実はこちらのページ。
岡野
正体は本作では明らかにしていないが、岡野金右衛門のことと思われる。神崎と共に密偵を暗殺した。
山本長左衛門
偽名。正体は本作では明らかにしていないが、富森正因と思われる。
新麹町で町人に身をやつしている。長江長左衛門（堀部安兵衛）の推薦で、大石内蔵助の警護を又八郎に依頼してきた。また、又八郎と細谷が吉良家の用心棒に入った際、又八郎の知人である土屋清之進を通じて討ち入りの日を知らせ、それまでに立ち去るよう暗に勧めてきた。

## 第4巻の登場人物
青江又八郎（あおえ またはちろう）
本作の主人公。
寿庵による藩主毒殺未遂事件から16年後。近習頭取となり、役料30石を含めて160石を賜っている。45歳となり、最近は木刀を振ることは忘れないものの、贅肉がついて木刀が重く感じるようになっている。
江戸屋敷の近習頭取が病気療養で一時帰国するため、半年間の江戸滞在が命ぜられた。江戸に向かう半月前、嗅足組の頭である榊原造酒に呼び出される。そして、藩主の命により、藩主直属の密偵組織である嗅足組の解散が決まったことを教えられ、解散命令を江戸嗅足組に伝える役割を担うよう依頼された。ところが、江戸に向かう4日前、榊原が何者かに暗殺される。そこで、榊原から嗅足組の名簿を預かった大目付の兼松甚左衛門に面会すると、改めて榊原からの依頼を遂行するよう命ぜられた。
佐知と再会後、江戸嗅足組の者を殲滅しようとする陰謀があることを知り、やがてお卯乃の方出生の秘密に行き当たる。そして、首謀者である石森左門と、彼に与して国元で暗殺を繰り返していた牧与之助を、相次いで斃した。

### 嗅足組
谷口 佐知（たにぐち さち）
先の嗅足組頭領、谷口権七郎の妾腹の娘で、江戸嗅足組の頭。間もなく40歳を迎える年齢。第3巻の後、又八郎は一度も江戸に来ていないため、16年ぶりの再会となった。
又八郎がもたらした榊原の指示通りに、江戸の嗅足組の解散を始めていたが、国元に返した元女嗅足たちが相次いで斬殺されたことを知って、解散を中断した。そして、又八郎と協力して、江戸嗅足組の殲滅を狙う陰謀の背後に、お卯乃の方出生の秘密があることを探り出した。
事件解決後、国元に帰る又八郎に、自分は出家して、数年後に国元にある明善院の庵主となると告げた。
榊原造酒（さかきばら みき）
表向きは、家禄300石の奏者番で、むしろ加役として兼任する寺社奉行として知られるが、裏の顔は嗅足組の頭取。藩主の命によって嗅足組を解散することになり、粛々と準備を進めていた。そして、前任者である谷口権七郎から又八郎のことを聞かされており、藩命で江戸に向かうことになった又八郎に、嗅足組解散の命を江戸嗅足組に伝えるよう密かに依頼した。しかし、又八郎が江戸に向かう4日前に、何者かに暗殺されてしまう。
後に又八郎は、榊原を殺したのは石森左門であり、それは榊原が、村越儀兵衛が石森に宛てた手紙を入手し、それを石森に返すのを拒んだためだと推理する。
兼松甚左衛門（かねまつ じんざえもん）
在職10年ほどとなる大目付。50歳程の年齢。解散した嗅足組の名簿を預かる役割を担っている。実は、2年後に嗅足組頭領となることが決まっており、彼が嗅足組の名簿を預かるということは、必要があればいつでも組を復活させることが可能ということである。
大目付として榊原が暗殺された事件を捜査しているとき、又八郎の訪問を受け、榊原から受けた密命について報告される。その際、改めてその密命を実行するよう又八郎に依頼した。また、嗅足組一の組（士分の組）の名簿は兼松に届けられたものの、二の組（足軽の組）の名簿は届いておらず、榊原の暗殺直後に何者かに持ち去られた形跡があること、そして、榊原を暗殺したのは嗅足組の者ではなく剣客であり、2年前に用人の船橋光四郎を暗殺した犯人と同一人物だと見ていることを語った。
その後、江戸屋敷の内用人村越儀兵衛が国元の誰かに宛てて書いた手紙を入手した。そこには、船橋が殺される前、江戸屋敷で何者かと長戸屋の件で論争し、それを聞いた女を村越が始末したことが書かれていた。そして、その手紙を、安斎彦十郎を通じて佐知に届けさせ、この件について探索するよう命じた。
平潟とよ（ひらかた とよ）
第2巻にも登場した佐知の配下。その後、国元に戻って、元嗅足の素性を隠したまま普請組の平潟藤助に嫁ぎ、今は50代半ばの年頃となっている。元江戸嗅足組に属していた3名の女が、国元に帰った直後に斬殺された事件について、佐知に報告するため、江戸に上ってきた。
安斎彦十郎（あんざい ひこじゅうろう）
御書院目付安斎伊兵衛の4男。又八郎と同年代だが、髪が真っ白になっている。一度は御馬役の兵藤家に婿入りしたが、妻が病死して実家に戻り、そのままどこにも婿入りせずに厄介叔父となった。
人の言うことに従わず、むしろ逆を行なう稀代の拗ね者として知られる。その一方、牧与之助と同門の剣客で、若い頃には牧と甲乙付けがたい腕だった。3巻に登場した刺客、筒井杏平を一方的に翻弄した試合を又八郎は見ている。
江戸入りしたとよの後をつけていたため、又八郎は彼が江戸嗅足組抹殺のために送り込まれた刺客だと誤解したが、実は解散した国元嗅足組の幹部であり、とよ護衛の任に着いていた。その際、内用人の村越が国元の誰かに宛てて書いた手紙を携えてきた。また、牧与之助は仮病との噂があることを又八郎に教えた。
その後も江戸に留まり、二の組に属する足軽たちの動向を探り、国元から送られてくるであろう刺客に備えていた。村越儀兵衛が公儀隠密に拉致されたときは、二の組の者たちに勧めて、又八郎に助勢を願わせ、共に救出に向かった。
その後、何者かに斬殺されてしまう。嗅足組の探索の結果、斬ったのは石森左門と考えられた。
谷口権七郎（たにぐち ごんしちろう）
佐知の父親であり、先の嗅足組頭取。数年前に病死した。死の直前、榊原造酒を次の頭領に、そして石森左門を後見人に任命した。
平田麟白（ひらた りんぱく）
浜町河岸の若松町の町医者。診療所を兼ねた彼の家は、佐知がまるで自宅のように気を遣わずに出入りできる場所であり、江戸嗅足組の拠点の一つ。
野呂助作（のろ すけさく）
交代のために国元から江戸屋敷にやって来た足軽の1人で、又八郎が江戸に着任した翌日に到着した。25，6歳。
佐知は、彼が国元の嗅足組二の組に属すると見抜いた。着任して半月ほどたって、又八郎は野呂が杉村屋の手代を追って屋敷を出て行ったのを目撃する。そして、後日、斬死体で発見された。足軽目付の黒谷半蔵の調べで、杉村屋を張り込み、出てきた武家の後を尾行して行ったことが判明した。
平井忠蔵（ひらい ちゅうぞう）
野呂の後に、国元から江戸屋敷に赴任してきた5人の足軽の1人で、この5人も嗅足組二の組に属する。ある時、同じく二の組の橋本庄七と共に、屋敷の門前で何者かに襲われていたところ、又八郎が助勢して救い出した。
村越儀兵衛が公儀隠密に拉致された後、居場所を突き止めたが人手が足りず、安斎の勧めにより、又八郎に助勢を願ってきた。その後、生き残った二の組の者たちと共に国元に帰っていった。

### 藩主家
壱岐守
藩主。2年前に側近である船橋光四郎を暗殺したのは嗅足組ではないかとの疑念を抱いていた。その上、藩内を探索していた公儀隠密の1人を嗅足組が殺害した後、将軍吉宗に、国元に忍びを飼っているのかと尋ねられたため、万が一ことが露見することを恐れて嗅足組の解散を決定した。
お卯乃の方（おうののかた）
藩主寵愛の側室で、1男 1女を産んだ。本郷の下屋敷に住まう。
国元や江戸で頻々と人が殺される事件の背後には、彼女の出生の秘密が隠されていた。元は幕府に逆らって斬首された栂野専十郞の娘、おもよである。父の死後、住んでいた長屋の持ち主であった平野屋を通じて、長戸屋の養女となった。
その後、14歳で旗本久保家に行儀見習いに入り、16歳の時、久保家の用人、平瀬の名義養女となった上で、側室として奥に迎え入れられた。

### お卯乃の方を巡る事件の関係者
石森左門（いしもり さもん）
60歳半ばになる、国元の組頭。ただし、祖父の失態により、附属する家中組を持たない名目組頭に甘んじてきた。さらに、加役として江戸屋敷で若殿の傅役を務めることになり、このままでは名目とはいえ先祖代々の組頭の地位が危ういと考える。そこで、美貌の持ち主であった長戸屋の養女おもよを、藩主の側室に推挙した。ただし、自分は表に出ず、実務は坂井主税に任せた。それは、将来石森家から名目組頭の地位が剥奪されそうになった際、坂井に一肌脱いでもらうためである。
佐知は、石森が嗅足組の後見役 を務めていたのではないかと推理した。後に石森本人がそれを認めている。
戸田流加治道場が生んだ天才剣士であり、後輩である牧与之助と共に、お卯乃の方出生の秘密に関わる者たちを次々と殺害した。最後に、秘密をすべて探り当てた又八郎と佐知に戦いを挑み、又八郎に斬られた。
牧与之助（まき よのすけ）
又八郎の親友。戸田流の名手であり、加治道場の麒麟児と呼ばれる藩随一の剣豪。
持病の労咳が悪化し、2ヶ月前から床についたまま、見舞いに来た人にも顔を見せなくなった。一方で、仮病であるとの噂もあった。
石森左門と同じ道場の出身で、若い頃には石森の手ほどきを受けてきた。そのため、彼の命に従い、国元に戻った元嗅足組の女3名を斬殺した。そして、又八郎と佐知を確実に殺すために密かに江戸に呼び寄せられ、石森を斃した直後の又八郎を不意打ちに襲ったが、又八郎のとっさの反撃で斬られてしまう。
村越儀兵衛（むらこし ぎへえ）
若殿である新次郎附きの内用人。国元嗅足組の二の組に属する密偵である野呂助作ら6人の足軽たちを指揮していた。
国元の何者かに宛てて書いた手紙が、大目付兼松の手に渡ったが、そこには2年前に殺された船橋との激論を聞いた女を始末したと書かれていた。
また、お卯乃の方の出生の秘密をネタに、長戸屋惣兵衛が石森に脅しをかけてくると、会食の席で毒を盛り、これを病死に見せかけて殺した。
公儀隠密に拉致され、拷問を受けたが、秘密はついに白状しなかった。しかし、又八郎らが救出に行くと、戦いのさなかに何者かに刺殺されてしまう。安斎彦十郎は、それが二の組の者の仕業だと、又八郎に目で知らせてきた。
後に坂井主税は、おもよ（お卯乃の方）の美貌に最初に目を付けたのは、村越だったと語った。
船橋光四郎（ふなばし こうしろう）
用人。下には寛容だが上には厳しく、不正があれば諫争も厭わない人物で、藩主の信頼も厚かった。2年前、帰国中に何者かに暗殺される。足跡ひとつ残さぬ水際だった暗殺だったため、藩主が嗅足組の関与を疑ったほどだが、遺骸に残った傷が剣客のものであり、とどめの刺し方も嗅足組のものとは異なっていた。
大目付の兼松は、船橋が殺される前、江戸屋敷で何者かと論争をしていたことをつかんだ。又八郎や佐知らの探索の結果、それが石森左門であることが明らかになる。船橋は長戸屋の死に不審を抱き、長戸屋番頭の甚七にもあった上で、お卯乃の方の素性が確かでないことを探り当てて、石森を詰問したのである。
坂井主税（さかい ちから）
家老。50歳過ぎの年齢。近年は、嗅足組支配の家老を務めていた。以前の名を満之助といった。
お卯乃の方を藩主の側室に推挙したことで、異例の出世を果たしたと言われている。ただし、それは表に出ようとしない石森左門の代わりに行なったことである。なぜ石森が表に出ず、坂井に側室推挙を代行させたかという理由については、推測を又八郎に語って聞かせた。石森の意を受けた村越が、お卯乃の方の養父を旗本である久保と偽った件については、今も恥ずかしく思っている。又八郎は、坂井はお卯乃の方の実父については知らないと判断した。
異例の出世を妬んで批判する者も多いが、働き者で、苦労人らしい気さくな性格であり、又八郎は好意を抱いている。
小雪
江戸上屋敷の奥女中で、たまたま表役 を務めていた5年前に病死した。その際、毒殺の噂が立ち、藩主夫人の名で噂を否定する強い調子のふれが出された。
死の真相は、たまたま船橋が石森を詰問している場に茶を運んだため、石森が嗅足組と誤解し、石森の命で村越が毒殺したのである。
清五郎（せいごろう）
弓町の太物問屋「杉村屋」番頭。30代半ば。病気で臥せっている主人に、商い一切を任されている。5年前までは長戸屋の手代だったことが判明する。
その後、佐知が接触に成功し、又八郎と共に話を聞いた。彼は長戸屋の娘おみちの婿になる予定だったが、主人の惣兵衛が借金を残して急死し、おみちも心労のため、店をたたんだ後に亡くなってしまったという。そして、以下のような話をした。
主人の惣兵衛が死ぬ直前、金策のめどが付いた、うまくいけば3千両が手に入ると、悪相でつぶやいて、又八郎の藩の江戸屋敷に向かったこと。
お卯乃の方は長戸屋の遠い親戚の孤児で、長戸屋が引き取って育てた後、旗本の久保家に養子に出し、壱岐守の側室となったこと。
久保家との養子縁組に尽力したのは今の坂井家老だが、お卯乃の方を見出したのは、番頭の甚七によれば別人だったこと（清五郎は名を忘れたが、後日それが石森左門だと判明する）。
主人は、当時は納戸役だった村越儀兵衛と会食後、激しい腹痛を訴えて絶命したが、毒を盛られた疑いがあると医師が語ったこと。
甚七が南町奉行所に、主人の死に不審ありと訴え出た後、同心が来て平野屋を知っているかと尋ねたこと。
訴えの件は甚七の死後立ち消えとなったが、最近同心を名乗る武家が3名現れ、完璧に店の者に変装して、又八郎の藩の江戸屋敷に出入りするようになったこと（後日、彼らの正体が公儀隠密だと分かる）。
長戸屋惣兵衛
5年前まで江戸屋敷出入りだった呉服屋。長戸屋の名が、内用人村越が書いた手紙の中に出てきたため、江戸嗅足組の探索対象となる。
商売仲間だった平野屋所有の長屋に住んでいた孤児、おもよを引き取り、遠縁の孤児と偽って育てた。後に、おもよの美しさが石森左門の目にとまり、藩主の側室として挙げられ、お卯乃の方として藩主の寵愛を受けた。それが縁で、長戸屋は江戸屋敷出入りとなる。
その後、事業拡張に失敗して多額の借金を抱え、返済に窮すると、お卯乃の方出生の秘密をネタに藩から大金を巻き上げようとした。そのため、石森の命を受けた村越に毒殺されてしまう。
甚七（じんしち）
長戸屋の番頭。
主人惣兵衛の死後1年ほどして、主人の不審があると南町奉行所（時の奉行は大岡越前守）に訴え出た。
長戸屋が潰れた翌年60歳で亡くなったが、女房が平野屋について思い出してくれたため、又八郎と佐知は平野屋と接触することができた。
平野屋
本郷3丁目にある呉服屋。先代の主人が、持ち物である裏店に住んでいた赤子、おもよが孤児となったため、主人が同業である長戸屋に紹介して引き取ってもらった。しかし、20年前に主人が亡くなると、長戸屋の方から平野屋との付き合いを絶ってしまったという。
息子である当代の主人吉右衛門は、たびたび幕府の役人が来ては、長戸屋について尋ねることを苦々しく思っていて、同じように長戸屋の件で訪問した又八郎と佐知に、迷惑そうな態度を取った。ただ、又八郎は、彼の話から、公儀隠密が村越儀兵衛からおもよの出生の秘密を聞き出せなかったことを知り、安堵した。
亀七（かめしち）
平野屋の使い走りをしている老爺。又八郎と佐知が平野屋を訪問した際、後でこっそりと追いかけてきて、30年ほど前、先代の平野屋主人に同行し、赤子を抱いて長戸屋に連れて行ったことを告白した。誰の子かは知らなかったが、平野屋の持ち物だった長治郎店で主人が赤子を引き取ったことは憶えていた。
本来、すぐに口を封じた方が安全だが、佐知は仏心を出して、脅して他言を禁じるに止めた。しかし、後にお卯乃の方出生の秘密を知った佐知が口封じに向かうと、すでに何者かに殺されていた。後日、又八郎は、殺したのは石森左門だと推理した。
紋作（もんさく）
10年前まで長治郎店に住んでいた根付け彫り職人。58歳。当時の大家の書き付けから現住所が分かり、又八郎と佐知が訪問した。平野屋が長屋から連れて行った赤子は、栂野専十郎の娘であり、栂野が幕府に逆らって処刑されたことを教えてくれた。孤児となった栂野の娘については、どこかの金持ちにもらわれて行ったが、間もなく死んだと大家に聞かされていた。
また、5，6年前、村越儀兵衛と思われる武家が、栂野の娘のことを尋ねに来たと語った。
栂野専十郞（とがの せんじゅうろう）
お卯乃の方の実父。同じ長屋に住む若者が、生類憐れみの令に違反して捕縛された際、情状酌量を求めて奉行所に向かい、打擲された。これを恨みに思い、仲間と共に幕府の政道を批判する張り紙をしたため、捕らえられて遠島を申しつけられた。しかし、なおも幕府高官の前で生類憐れみの令を批判したため、打ち首となった。
専十郎が亡くなると、元々病気がちだった妻も気力を失い、間もなく亡くなった。そして、まだ乳飲み子だった娘がただ1人残された。
平瀬（ひらせ）
旗本久保家の用人。船橋光四郎が訪問したことがあるかどうか、又八郎が問い合わせたところ、5年前に来たと答えた。船橋が尋ねたのは、おもよ（お卯乃の方）についてであり、その際平瀬は、おもよは長戸屋と坂井満之助（主計）との依頼を受け、当時久保家で行儀見習いをしていたおもよを名義養女としたことを答えたという。

### 家族
由亀（ゆき）
又八郎の妻。あと2，3年で40歳を迎える。3人の子を産んだが、かえって細身となった。
子どもたち
上の2人は女子。長女は17歳で、名を巴留（はる）という。第3子は10歳になる男子で、名を松太郎という。

### その他の藩士等
渋谷甚之丞（しぶや じんのじょう）
又八郎の親友で、郡奉行。又八郎とは同門で、小手打ちの名手と呼ばれる剣客。又八郎や牧と共に2度の上意討ちを担当したこともある。しかし、今は又八郎同様、すっかり下腹が出てしまっている。
藩の御用で江戸に向かうことになった又八郎に、嫡男雄之助に届けて欲しいと金を預けに来た。その際、牧が誰とも会おうとしないという話をした。
渋谷雄之助（しぶや ゆうのすけ）
渋谷甚之丞の嫡男。藩の学問所で秀才と呼ばれ、藩命で江戸の学塾に学んでいて、住み込みの塾頭を務めている。父親に似ずおとなしい性格だが、感じのいい若者に育っており、又八郎は自分の長女に似合うかなと思った。
一方、直心流で有名な諏訪道場の免許取りで、道場の次席を占める剣の腕であり、他道場としょっちゅう喧嘩をするため、場数も踏んでいる。そのため、又八郎らの村越儀兵衛奪還作戦に参加することになった。その際、後詰めを命ぜられ、斬り込み隊には加われなかったが、隠れ家から外に逃げ出した公儀隠密を、一人斬り捨てている。
初村が敵討ちで斬られた後は、彼の代わりに、まだ期間が残っていた用心棒仕事を、又八郎や細谷と共に行なった。
黒谷半蔵（くろたに はんぞう）
江戸屋敷の足軽目付。野呂助作斬殺事件の調べに当たった。背がひょろりと高くて顔色が悪いが、俊敏な調べができ、要点をかいつまんで言う話しぶりにも又八郎は好意を持った。そこで、又八郎は、江戸嗅足組を抹殺しようとする陰謀の調査に、彼を密かに引き込んだ。そして、間もなく野呂が杉村屋を張り込み、出てきた武家を尾行して行ったこと、杉村屋の番頭が元は長戸屋の手代だったことを探ってきた。
公儀隠密に拉致された村越儀兵衛を救出するため、又八郎らが向かった先に、これまたたまたま村越を発見した黒谷も合流した。しかし、剣の腕はさっぱりのため、又八郎は半蔵と雄之助とに外での待機を命じた。外に逃げてきた公儀隠密に斬られそうになるが、雄之助に助けられた。
上坂内膳（かみさか ないぜん）
江戸家老。温厚だが、事なかれの怠惰が目立つ。そのため、又八郎が野呂助作殺害事件の調査に加わりたいと願った際、自分が調査の指揮をせずに済むと思ったか、あっさりと許可した。
万蔵（まんぞう）
又八郎が江戸屋敷で与えられた役宅の、年寄りの下男。村越儀兵衛の役宅と2軒掛け持ちで飯の支度をし、雑用を足してくれる。
弓削平左衛門（ゆげ へいざえもん）
又八郎の藩の先輩で、先代藩主の姪が高島藩に嫁した際、附人として同行し、そのまま剣名を買われて高島藩に仕官した。58歳。若い頃は兵法指南所で、まだ子どもだった又八郎や渋谷甚之丞に稽古を付けたことがある。
又八郎が訪問し、石森左門に剣の心得があるかどうか尋ねた。その際、石森は草創期の戸田流加治道場が生んだ天才だと答えた。

### 細谷家
細谷源太夫（ほそや げんだゆう）
又八郎のかつての用心棒仲間。第3巻の終わりで、7000石の大身旗本、近藤備前守の家士として雇われることになった。しかし、我の強さからたびたび同僚と諍いを起こし、5年前に上司を打擲して、ついにクビになった。しかし、相模屋には主家が潰れたからなどと言い訳している。
現在は、妻を亡くし、子どもたちも独立して、霊岸島で一人暮らしをしているが、酒毒に冒されていて、その生活はすさみきっている。相模屋で用心棒をしながら生活費を得ているが、50代半ばの年齢と酒毒のため、相棒の初村賛之丞の助力がなければ荒っぽい仕事は務まらない。
又八郎が江戸での任務を終えて帰国する直前、長男一家と同居するために、北陸に向かって旅立っていった。
細谷の妻
細谷は、5年前に妻が心臓病で死んだと又八郎には語ったが、娘の美佐によればそれは正確ではない。細谷が近藤家に仕えるようになってからも、彼がわがままのために同僚とぶつかるたび、妻は代わりに謝罪してまわって尻ぬぐいをし、すぐに弱音を吐く細谷の尻を叩いてきた。それは、かつての貧しい長屋暮らしに戻ることを恐れてきたからだが、5年前に細谷がクビになって貧しい裏店暮らしに戻り、その半年後に元々病弱だった息子が死んだことで、ついに発狂してしまった。そして、心臓病で亡くなったのは、2年前のことである。
藤井 美佐（ふじい みさ）
細谷の次女。22歳。又八郎が2度目に細谷の長屋を訪問した時、たまたま訪ねてきた美佐と再会した。その時、彼女は、家族が貧しいながらも一つであった時代を思い出したか、しばらく涙をこらえることができなかった。
母が父のわがままのために苦労し続け、気が狂った末に亡くなったことを、冷笑混じりに又八郎に教えた。ただ、今も酒毒に冒され、自堕落な生活を続けている父親について、嫌っているわけではなく情けなく思うと語った。
15歳の時、父がまだ務めていた近藤家の奥用人の世話で、旗本神保家に奉公に出、18歳の時に神保家の勘定方に務める藤井酉之助に嫁いだ。子が1人いる。
細谷の長男
越前にある藩に、儒学者として抱えられている。細谷によれば、藩主にも講義しているらしい。すでに妻帯して、子も2人いる。たびたび細谷に同居を勧めてきたが、細谷は遠慮してその申し出を受けなかったという。しかし、後に出世して家も広くなったと言ってきたため、細谷は同居を決意する。
細谷の次男
剣術で腕を上げ、西国の藩に仕官した。細谷に同居するよう誘ってきたが、まだ独り身のため断ったと細谷は言う。
細谷の他の子どもたち
三男、四男、長女が、はやり病いで亡くなった。

### 相模屋
相模屋吉蔵（さがみや きちぞう）
橋本町にある口入れ屋の主人。1～3巻で、又八郎が浪人していた際、仕事（主に用心棒）を紹介してくれた。64歳。江戸に戻ってきた又八郎が挨拶に赴いた際、細谷が浪人し、3年ほど前から相模屋で用心棒の仕事をしていることを告げた。
以前は狸を思わせる丸顔だったが、1度大病を患って死にかけ、2，3年寝込んでいたため、顔が細長くなってしまった。そして、又八郎と再会した年の夏の終わりに、2度目の卒中を起こして死んだ。
おいね
吉蔵の一人娘。30代半ば。婿を取り、最近子どもが1人生まれた。3巻の頃までは色黒で無口な娘だったが、結婚してからは色白になり、かなりおしゃべりになった。
婿に迎えた夫は、富沢町の小さな古手屋「野田屋」で通いの番頭をしている。吉蔵が死んだ後、夫が本所の古手屋に番頭として引き抜かれることになり、近くに引っ越していった。
初村賛之丞（はつむら さんのじょう）
相模屋で仕事を得ている浪人。身なりはこざっぱりとした、細面の美男子で、細谷によれば丹石流の名手。
よく細谷と組んで用心棒仕事を行なっている。これまで、年を取った上に酒毒に冒されて戦力にならない細谷を、何度も助けてきた。細谷の現住所は吉蔵も知らず、又八郎は初村を通じて細谷に再会することになる。
いつも暗い剣気がまとわりついているが、細谷は彼が丹波あたりの出身で、敵持ちであると又八郎に語った。かつて契りを交わした女が別の男と結婚したことに激高し、その男と女を斬ってしまったという。最終的には、斬られた男の親族に発見され、斬られてしまった。又八郎は、たまたまその現場に居合わせ、敵討ちの立ち会い人になった。後に細谷は、もし敵討ちの者に発見された場合には、初村は斬られてやるつもりだったと言った。